# Jorgovanka Tabaković
Jorgovanka Tabaković (in cirillico: Јоргованка Табаковић?; Vučitrn, 21 marzo 1960) è una politica ed economista serba, dal 6 agosto 2012 Governatrice della Banca nazionale di Serbia.
È l'attuale vicepresidente del Partito progressista serbo.

## Biografia

### Primi anni di vita e istruzione
Jorgovanka Tabaković è nata il 21 marzo 1960 a Vučitrn, Repubblica Popolare di Serbia, città attualmente situata nel territorio conteso del Kosovo. Tabaković conseguì la laurea triennale, nel 1981, e magistrale, nel 1999, in economia presso l'Università di Priština e un dottorato di ricerca in economia ottenuto nel 2011 presso la Facoltà privata di economia dei servizi. Dal 1981 al 1989 ha lavorato come professoressa di materie economiche presso la Scuola Superiore di Economia di Pristina. 

### Carriera politica
Nel 1992 Tabaković si unì al Partito radicale serbo e rappresentò il partito in Parlamento come membro. Dopo le elezioni del 1997, i radicali si unirono al nuovo governo serbo nel 1998, con il Partito socialista serbo e JUL. Nello stesso anno divenne Ministro della proprietà e della trasformazione economica.
Sempre nel 1992 si trasferì alla Priština banka a.d., banca inquadrata nel sistema Beogradska banka, ricoprendo la carica di vicedirettrice rimanendo nel settore bancario fino al 1999. Nello stesso anno stabilì un rapporto di lavoro presso la società di telecomunicazioni "Telekom Srbija" a.d., dove rimase fino al momento in cui assunse la carica di governatrice.
Da marzo 2005 ad aprile 2010 ha ricoperto l'incarico di direttrice del Settore Logistica, per poi lavorare come esperta in questioni economiche. Nel maggio 2008, alle elezioni parlamentari anticipate, Tabaković venne rieletta come membro del Parlamento. Nel settembre 2008, dopo la scissione del partito, si è unita al Partito progressista serbo guidato da Tomislav Nikolić ed è diventata membro del gruppo parlamentare "Napred Srbijo".
In seguito alle dimissioni del precedente governatore Šoškić a causa di un disaccordo con gli emendamenti adottati alla legge sulla Banca nazionale di Serbia, il presidente serbo Tomislav Nikolić propose e nominò Jorgovanka Tabaković alla carica, venendo eletta governatrice della Banca nazionale di Serbia il 6 agosto 2012.

### Vita privata
Fino al 1999 ha vissuto a Pristina, successivamente si è trasferita a Novi Sad. Vedova, è madre di tre figli: Ivana, Milena e Nikola.

## Controversie

### Dottorato di ricerca
In alcune analisi successive della sua tesi di dottorato sorsero dubbi sulla sua credibilità. Il Centro per il giornalismo investigativo della Serbia scrisse che si trattava di plagio, cioè che parti del lavoro vennero completamente prese da altre opere, questo è stato determinato utilizzando il programma Turnitin, uno dei principali programmi per il rilevamento del plagio. Il mentore di Jogovanka Tabaković fu il professore Milenko Dželatović, diventato in seguito presidente del Consiglio economico del Partito progressista serbo. La governatrice della Banca nazionale non rispose a queste affermazioni e l'Università di Educons, dove venne rilasciato il dottorato contestato, non avviò una procedura per verificare il possibile plagio. Come confermò successivamente Educons al CINS, la testata giornalistica implicata nello scandalo, l'università non avrebbe nessuna intenzione di farlo.

### Incompatibilità
Dopo essere stata nominata governatrice della Banca nazionale di Serbia, Tabaković ha mantenuto una posizione elevata nel Partito progressista serbo. In precedenza, la carica di governatore era ricoperta da persone che si presentavano come personalità apartitiche, sebbene Mlađan Dinkić e Radovan Jelašić fossero funzionari del partito politico G17 plus, mentre Dejan Šoškić era vicino all'ex presidente Boris Tadić e al Partito Democratico, sebbene ancora oggi partecipi alle riunioni del partito socialdemocratico, il cui leader è proprio l'ex presidente Tadić.